# دودمان آنتیگونی
دودمان آنتیگونی (/ænˈtɪɡoʊnɪd/؛ یونانی: Ἀντιγονίδαι) یک خاندان سلطنتی یونانی-مقدونی بود که در عصر باستان بر پادشاهی مقدونیه حکومت می‌کرد. این سلسله که توسط آنتیگونوس اول مونوفتالموس، ژنرال و جانشین اسکندر مقدونی تأسیس شد، اولین بار پس از نبرد سالامیس در سال ۳۰۶ قبل از میلاد به قدرت رسید و از سال ۲۹۴ تا زمان شکست آنها در نبرد پیدنا در سال ۱۶۸ قبل از میلاد (سوم) بر بیشتر یونان و مقدونیه حکومت کرد، پس از سقوط این خاندان کنترل مقدونیه تحت قیومیت جمهوری روم قرار گرفت.